# Tambor (Tolé)
La comunidad de Tambor pertenece al corregimiento de El Cristo, distrito de Tolé, provincia de Chiriquí, República de Panamá.
Tambor se encuentra ubicado en una llanura pluvial al margen izquierdo del Río Tabasará creando este su frontera oeste y la este está compuesta por la Quebrada Tambor y Cerro Maíz.
El acceso al pueblo se puede realizar por auto en la estación seca ya que en épocas de lluvias la carretera se vuelve prácticamente inaccesible, hasta para los autos 4 x 4, debido a la carretera de acceso cruza varios cerros y no cuenta con cunetaje lo cual le ha permitido a las lluvias erosionarla fuertemente.
Los servicios públicos básicos. El agua potable se obtiene mediante un acueducto rural donde la toma de agua es un manantial subterráneo, carece de electricidad y telefonía fija.
El pueblo consta de una escuela construida en la década de los años 90, durante la administración de la presidenta Mireya Moscoso por lo que presenta un buen estado y se conserva la escuela vieja construida con quincha. No existen Centros de Salud, clínicas, ni hospitales.
Los recursos económicos con que cuentas los habitantes de Tambor son escasos, prácticamente se dedican a la agricultura de subsistencias (granos) y a la pesca.